# Aloe rubroviolacea
Aloe rubroviolacea es una especie de planta suculenta de la familia Xanthorrhoeaceae. Es originaria de la península arábiga donde se encuentra en Arabia Saudita y Yemen.

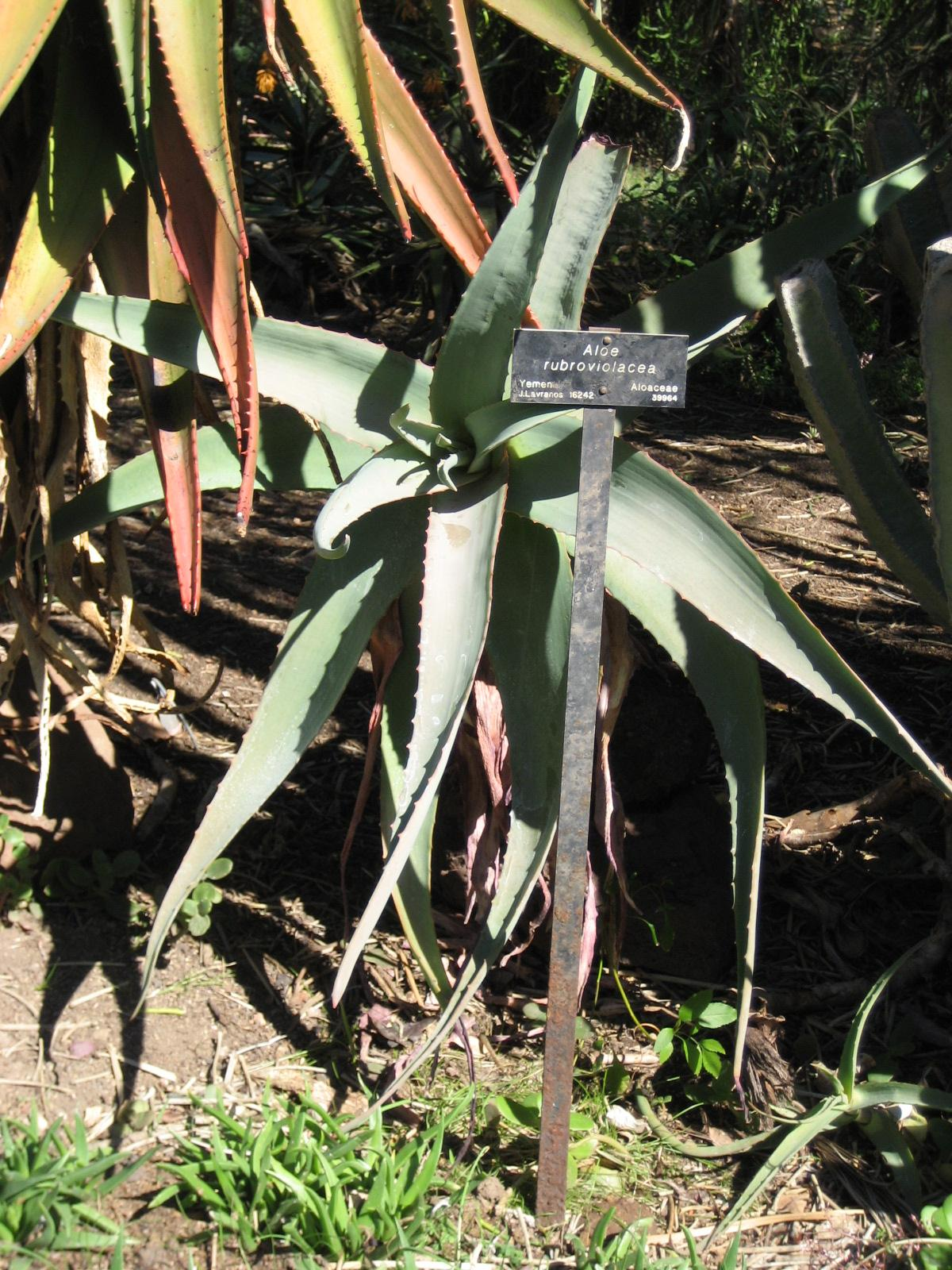
Vista de la planta

## Descripción
Aloe rubroviolacea es una planta postrada que puede alcanzar una longitud de hasta 100 centímetros. Los hojas lanceoladas en forma de espada  forman densas rosetas. Son de color morado, y miden 60 centímetros de largo por 10 de ancho, con dientes rojizos, en el borde de la hoja de 2 a 3 milímetros de largo y de 20 a 25 milímetros de distancia. Las inflorescencias son simples y consisten en una rama que alcanza una longitud de 100 centímetros.  Las flores son bulbosas de color luminoso rojo y  de 25 a 35 milímetros de largo y redondeadas en la base.

## Taxonomía
Aloe rubroviolacea fue descrita por Georg August Schweinfurth y publicado en Bull. Herb. Boissier 2(2): 71, en el año 1895.
Etimología
Ver: Aloe
rubroviolacea: epíteto latino que significa "de color rojo violáceo", donde se refiere al color de las hojas secas.